# Midden-Amerikaanse bergeekhoorn
De Midden-Amerikaans bergeekhoorn (Syntheosciurus brochus) is een eekhoornsoort uit Costa Rica en Panama. Deze soort leeft in de bergbossen op hoogten van 1900–2600 m.

## Kenmerken
De Midden-Amerikaanse bergeekhoorn heeft een kop-romplengte van 15 cm en een staart van 13 cm lang. De vacht is olijfbruin met aan de onderzijde oranjerood van kleur. De bergeekhoorn leeft in paren.